# 879 Ricarda
Ricarda (asteroide 879) é um asteroide da cintura principal, a 2,1397049 UA. Possui uma excentricidade de 0,1547062 e um período orbital de 1 471 dias (4,03 anos).
Ricarda tem uma velocidade orbital média de 18,72059555 km/s e uma inclinação de 13,68126º.
Este asteroide foi descoberto em 22 de Julho de 1917 por Max Wolf.